# Make It Right (bài hát của BTS)
"Make It Right" là một bài hát của nhóm nhạc nam Hàn Quốc BTS trong mini album thứ sáu của nhóm, Map of the Soul: Persona (2019). Nó được phát hành dưới dạng kỹ thuật số vào ngày 12 tháng 4 năm 2019. Nó đã được remix và tái phát hành, với sự góp giọng của Lauv, như đĩa đơn thứ hai của mini album vào ngày 18 tháng 10 năm 2019.

## Bối cảnh và phát hành
Bài hát lần đầu tiên được Suga đưa lên Twitter, cho thấy một hình ảnh của một ca khúc và gắn thẻ Ed Sheeran với "Cái này cho bạn." Vào ngày 11 tháng 4, một ngày trước khi phát hành, nó được công bố là bài hát mà Suga đã đăng lên trong những tháng trước. Tên bài hát xuất hiện để kể lại đoạn độc thoại Jin trong Love Yourself Highlight Reel năm 2017 trong kỷ nguyên Love Yourself của ban nhạc.
Phiên bản album của bài hát được phát hành kỹ thuật số vào ngày 12 tháng 4 năm 2019. Phiên bản phối lại đã được nhá hàng trên các nền tảng mạng xã hội của nhóm và Lauv và chính thức phát hành vào ngày 18 tháng 10 năm 2019.

## Quảng bá
Bài hát được quảng bá trên M Countdown ngày 19 tháng 4 năm 2019. BTS cũng đã biểu diễn phiên bản gốc của bài hát trên The Late Show với Stephen Colbert vào tháng 5 năm 2019. Ngoài ra, BTS đã trình diễn bài hát này trên iHeart Radio Jingle Ball và tại Quảng trường Thời đại của Thành phố New York vào đêm giao thừa của Dick Clark's New Year Rockin 'Eve With Ryan Seacrest.

## Sáng tác và lời bài hát
"Make It Right" được mô tả là một ca khúc R&amp;B đương đại mang nặng về giọng falsetto, "được hát với cường độ nhẹ nhàng, gần gũi mang đến ảo giác tò mò về sự gần gũi."  Nó sử dụng một chiếc kèn lặp lại trong suốt bài hát, Rolling Stone so sánh nó với âm thanh vang dội của " 1 Thing " của Amerie hoặc " Let Me Love You " của Mario từ những năm 2000. Nó được hỗ trợ bằng bộ tổng hợp và lời bài hát nói về mong muốn làm cho thế giới tốt đẹp hơn và cải thiện các mối quan hệ. Nó cũng nói về những thành tựu lớn nhất của họ và nếu không có người hâm mộ thì sẽ cảm thấy trống rỗng. Newsweek cho biết mặc dù chủ đề của bài hát có thể nặng nhưng nhạc cụ lại nhẹ nhàng. Trong phiên bản phối lại, Lauv thay thế câu đầu tiên bằng tiếng Hàn bằng lời của chính anh ấy.
Phiên bản remix của bài hát nằm ở phím G major với 98 nhịp mỗi phút trong khi bản gốc là G major với 106 nhịp mỗi phút.
The New York Times nói về ca khúc: "Nó có một số cử chỉ mềm mại đặc trưng của Ed Sheeran, nhưng BTS thể hiện [nó] với sự phức tạp", trong khi Jae-ha Kim từ Chicago Tribune gọi nó là "hy vọng và lạc quan ".

## Nhân sự
Phần tín dụng ban đầu của bài hát được chuyển thể từ ghi chú lót CD của Map of the Soul: Persona. Cáccredits của Lauv với tư cách là một nhạc sĩ trên phiên bản phối lại được chuyển thể từ Spotify.
| - BTS – hát chính - Fred "FRED" Gibson – sản xuất, sáng tác, trống, synthesizer, keyboard,... - Ed Sheeran – sáng tác - Benjy Gibson – sáng tác - Jo Hill – sáng tác - RM – sáng tác, sắp xếp phần rap, kỹ sư thu âm | - Suga – sáng tác - J-Hope – sáng tác - Ari Leff – sáng tác (phiên bản remix) - Jungkook – điệp khúc - Pdogg – sắp xếp phần rap/hát, kỹ sư thu âm - Hiss Noise – kỹ sư thủ *âm, chỉnh sửa kỹ thuật số - El Capitxn – chỉnh sửa kỹ thuật số |

## Xếp hạng
| Chart (2019)                           | Peak position |
| -------------------------------------- | ------------- |
| Australia (ARIA)                       | 89            |
| Canada (Canadian Hot 100)              | 72            |
| Cộng hòa Séc (Singles Digitál Top 100) | 99            |
| Hungary (Single Top 40)                | 15            |
| Ireland (IRMA)                         | 59            |
| Lithuania (AGATA)                      | 16            |
| Japan (Japan Hot 100)                  | 54            |
| Malaysia (RIM)                         | 5             |
| New Zealand Hot Singles (RMNZ)         | 5             |
| Scotland (OCC)                         | 28            |
| Slovakia (Singles Digitál Top 100)     | 47            |
| South Korea (Gaon)                     | 10            |
| South Korea (K-pop Hot 100)            | 3             |
| Anh Quốc (OCC)                         | 68            |
| Anh Quốc Indie (OCC)                   | 9             |
| Hoa Kỳ Billboard Hot 100               | 95            |
| US Rolling Stone Top 100               | 90            |

| Chart (2019)                          | Peak position |
| ------------------------------------- | ------------- |
| Australia (ARIA)                      | 53            |
| Canada (Canadian Hot 100)             | 65            |
| Estonia (Eesti Ekspress)              | 35            |
| Hungary (Single Top 40)               | 11            |
| Lithuania (AGATA)                     | 28            |
| Malaysia (RIM)                        | 10            |
| New Zealand Hot Singles (RMNZ)        | 3             |
| Singapore (RIAS)                      | 8             |
| South Korea (Gaon)                    | 80            |
| Sweden Heatseeker (Sverigetopplistan) | 9             |
| Hoa Kỳ Billboard Hot 100              | 76            |
| Hoa Kỳ Pop Airplay (Billboard)        | 24            |